# Кельбаджарский район
Кельбаджа́рский райо́н (азерб. Kəlbəcər rayonu) — район в западной части Азербайджана. Административный центр — город Кельбаджар.

## География
Территория Кельбаджарского района расположена на высотах 1500—3800 метров над уровнем моря в долине реки Тертер в пределах Малого Кавказа.
Естественные границы района образуют хребты Мыхтёкян (3411,4 м), Муровдаг, Восточно-Севанский. Самая высокая точка района — гора Гямыш (вершина Муровдага) — 3724,6 м. Вторая по высоте — гора Делидаг (3616 м). Почвы горно-луговые, дернистые, бурые лесо-степные. 30 000 гектар района покрыты лесами.
В Кельбаджарском районе берёт начало река Тертер. Здесь находятся озёра Алагёлляр (Бёюк-Алагёль, Кичик-Алагёль и др.), Ишиглы-Карагёль, Залхагёль.
Район богат залежами золота, хрома. Имеются залежи ртути.
В административных границах 1992—2023 годов, образовавшихся после упразднения Азербайджаном Нагорно-Карабахской автономной области и передачи части Агдеринского (Мардакертского) района (23 села с участками) в состав Кельбаджарского района, последний являлся самой крупной по площади административно-территориальной единицей Азербайджана. В декабре 2023 года, после восстановления Агдеринского района в прежних границах, Кельбаджарский вернулся к границам 1992 года.
Расстояние от райцентра до Баку — 445 км.

## История

### Период Азербайджанской ССР
16 июля 1923 года Азербайджанский Центральный исполнительный комитет (АзЦИК) образовал Курдистанский уезд. Современный Кельбаджарский район составлял северную часть этого уезда.
25 мая 1930 года ЦИК Азербайджанской ССР преобразовал Курдистанский уезд в Курдистанский округ.
8 августа 1930 года все округа были ликвидированы и было введено районное деление, тогда и был образован Кельбаджарский район в составе Азербайджанской ССР.

### Карабахская война
К осени 1992 года, после провозглашения непризнанной Нагорно-Карабахской Республики (НКР), азербайджанская армия перешла в контрнаступление и заняла большую часть территории Мардакертского района бывшей НКАО. Большинство этнических армян, как военных, так и мирного населения, успели покинуть территории, которыми овладевали наступающие азербайджанские войска. После этого, в октябре 1992 года, решением правительства Азербайджана, территория советского Мардакертского района была разделена между соседними с ним населёнными азербайджанцами районами: Кельбаджарским, Тертерским и Агдамским. К Кельбаджарскому району была присоединена западная часть Мардакертского района НКАО, и его площадь составила 3050 км².
В 1993 году, в ходе Первой карабахской войны, армянские силы перешли в контрнаступление и ко 2 апреля 1993 года Кельбаджарский район перешёл под контроль войск Нагорно-Карабахской Республики (НКР). Мирным жителям дали всего 10 часов на эвакуацию. Многие жители Кельбаджара, не найдя транспорта, были вынуждены уходить оттуда пешком, бросив свои дома и имущество. Азербайджанское население бежало через покрытый снегами высокогорный Муровдагский хребет, что привело к многочисленным случаям гибели беженцев от холода. Брошенные азербайджанцами дома новыми властями были подвергнуты разрушению; подобная практика была характерна и для других занятых армянскими силами районов Азербайджана. В результате войны 53 340 человек вынуждены были покинуть Кельбаджарский район, погибло 55 военнослужащих и 511 мирных жителей, 321 человек пропали без вести или попали в плен.
Де-факто эта территория в результате Первой карабахской войны с весны 1993 года до 25 ноября 2020 годы находилась под контролем Нагорно-Карабахской Республики, что было квалифицировано в резолюциях Совета Безопасности ООН как оккупация территории Азербайджана армянскими силами. Согласно административно-территориальному делению Нагорно-Карабахской Республики, Кельбаджарский район находился на территории Шаумяновского и Мартакертского районов.
Армянский батальон численностью 500 человек контролировал узкий Омарский перевал, являющийся единственным проходом через Муровдаг, и всю северную границу НКР. Эти позиции позволяли армянским силам вести наблюдение за передвижением азербайджанских войск на севере от Кельбаджара, а также с удобной позиции сбивать самолёты. Кельбаджар имел стратегическое значение как для Армении, так и для Нагорного Карабаха в обеспечении их водой — здесь находилось 85 % водосбора республики, а также берут начало питающие Севан реки Арпа и Базарчай.

### Обсуждение района на переговорах
На переговорах армянская сторона, принимая во внимание стратегическое значение Кельбаджарского района, придерживалась позиции сохранения за собой контроля над ним. Выведение армянских подразделение из района делало бы положение армянской стороны более уязвимым для нападения, а линия соприкосновения увеличилась бы на 200 км. Армянская сторона старалась обусловить возвращение района проведением референдума по статусу Нагорного Карабаха. Эта позиция имела следующее обоснование: в случае подписания мирного соглашения пять оккупированных районов передавались Азербайджану в обмен на предоставление Нагорному Карабаху «переходного статуса» и гарантий безопасности, но Лачинский и Кельбаджарский районы должны были остаться под армянским контролем до проведения референдума.
Для Азербайджана продолжение оккупации района как инструмента для склонения к референдуму являлось неприемлемым. Азербайджанская сторона при обсуждении Кельбаджарского района с Арменией придерживалась формулы, которая предполагала «территории взамен на безопасность».
Между тем армянская сторона проводила активную политику изменения демографической ситуации в регионе, заселяя стратегически расположенный Кельбаджарский район армянами — как беженцами из частей Азербайджана, оставшихся после войны под азербайджанским контролем, так приезжающими из самой Армении по экономическим причинам. Изначально заселение было импровизированным, но со временем местные власти создали в Кельбаджаре отделы полиции и других государственных органов, а развитие инфраструктуры финансово поощрялось армянской диаспорой. Посетившая в 2005 году район Миссия ОБСЕ по установлению фактов заселения территорий вокруг Нагорного Карабаха выявила, что на территории района на тот момент проживало около 1500 армянских поселенцев. Начиная с 2007 года заселение Кельбаджара стало политикой местного армянского руководства. По словам начальника Управления демографии и миграции Министерства труда НКР Арарата Бахтамяна, правительство выделяло лицам со статусом «переселенцев и беженцев», расселявшимся в Кельбаджарском районе, стройматериалы, мебель и кухонный инвентарь, а также выдавало им компенсацию за дрова и электроэнергию. Инвесторам предоставлялись льготы. МИД Азербайджана рассматривало политику заселения как незаконную деятельность, нарушающую международное гуманитарное право, включая Женевские конвенции 1949 года и дополнительные протоколы к ним.

### Вторая карабахская война
Осенью 2020 года между армянскими и азербайджанскими силами началась Вторая карабахская война. По сообщениям азербайджанской стороны в первый же день боевых действий азербайджанские силы овладели рядом горных вершин и перевалов хребта Муровдаг, которые до того контролировались армянскими силами, после чего президент Азербайджана Ильхам Алиев сообщил, что азербайджанской армии удалось взять под контроль часть Кельбаджарского района. Согласно заявлению глав Армении, Азербайджана и России о прекращении боевых действий в Нагорном Карабахе, опубликованному 10 ноября 2020 года, Кельбаджарский район должен был быть возвращён Арменией Азербайджанской Республике до 15 ноября 2020 года. 12 ноября стало известно, что армянские власти стали эвакуировать людей и вывозить военную технику из Кельбаджарского района в Армению. Местные жители стали вывозить на грузовиках и микроавтобусах всё, что возможно, а то, что нельзя забрать с собой, многие стали просто уничтожать, сжигать свои дома и имущество, чтобы они не достались азербайджанцам. Уезжающие даже пилили деревья вдоль дороги и увозили с собой древесину. К 15 ноября расположенный в Кельбаджарском районе монастырь Дадиванк, находившийся в управлении Армянской апостольской церкви, перешёл под контроль российских миротворческих сил.
15 ноября 2020 года стало известно, что по просьбе Армении, поступившей при посредничестве российской стороны, Азербайджан продлил срок передачи Кельбаджарского района под азербайджанский контроль ещё на 10 дней, до 25 ноября 2020 года. Объяснялось это тем, что армянская сторона не успевала полностью вывезти военную технику, гражданское население и имущество, так как единственная асфальтированная дорога, которая связывает Кельбаджарский район и Армению, не справляется с потоком транспорта. Ухудшение погодных условий также негативно сказалось на движении вверх по горному серпантину. Агентство РБК утверждало, что причиной затруднений стало и то, что после полудня 14 ноября часть северного шоссе была блокирована армянскими ополченцами, которые перегородили дорогу двумя грузовиками и подожгли покрышки; в результате единственной доступной стала грунтовая дорога через Кельбаджар в Варденис. Это привело к формированию многокилометровой пробки грузовых машин с вещами, стройматериалами, дровами и скотом. Проезд по шоссе был возобновлён только с полуночи в ночь с 14 на 15 ноября.
Ночью 25 ноября 2020 года подразделения вооружённых сил Азербайджана вошли в Кельбаджарский район. На направлениях передвижения войск были проведены инженерные работы, произведено разминирование, труднопроходимые горные дороги были подготовлены для проезда. В полдень того же дня президент Азербайджана Ильхам Алиев в обращении народу заявил о полном переходе под контроль Азербайджанской армии Кельбаджарского района, в том числе города Кельбаджар. Переход района под контроль Азербайджана прошёл при участии российских миротворцев. Восточная часть района в пределах территории Мардакертского района бывшей НКАО осталась под контролем армянских сил.
26 ноября азербайджанские военные, по словам главы общины Гегамасар Акопа Аветяна, вошли на территорию Зодского золотого рудника, часть которого расположена на территории Кельбаджарского района. По словам Аветяна, азербайджанцы без стрельбы или нападения расположились и потребовали освободить территорию, начались переговоры. Сотрудники рудника стали покидать территорию, однако никаких угроз, согласно Аветяну, не было. Вечером стало известно, что на том участке Зодского рудника, который был частью Кельбаджарского района, при участии представителей Армении, России и Азербайджана начались делимитационные работы с использованием специальных средств GPS.
В начале декабря старший советник Amnesty International по кризисным ситуациям Донателла Ровера разместила на своей странице в Twitter фотографии азербайджанских могил на кладбище Кельбаджарского района, отметив, что могилы азербайджанцев, захороненных здесь до армянской оккупации 1993 года, разрушены, некоторые — сравнительно недавно, как предполагает Ровера, армянами, которые покинули этот район неделей ранее. По её словам, за 27 лет армянской оккупации всё имущество было разграблено; в домах азербайджанцев, бежавших в 1993 году, не осталось ни дверей, ни окон, ни черепицы на крышах.
После подписания заявления о прекращении огня армянские силы продолжали контролировать ту часть Кельбаджарского района, которая в советское время входила в состав Мардакертского района НКАО (в 1991—1992 годах — Агдеринского района Азербайджана), а также сёла Агдабан и Чайковушан, которые некогда формировали эксклав Кельбаджарского района в границах НКАО. Именно по этой территории пришлись первые атаки Азербайджана во время проведённой им военной операции в сентябре 2023 года, положившей конец существованию Нагорно-Карабахской Республики. В ходе операции в течение нескольких часов были взяты под контроль практически все оставшиеся сёла района.

## Население
По состоянию на 1933 год в Кельбаджарском районе проживало 18 925 человек. Согласно Всесоюзной переписи 1989 года население района составляло 43 713 человек.
По данным исполнительной власти Кельбаджарского района на 1 января 2020 года жителями района официально числилось 77 003 человека, из них 38 396 мужчин и 38 607 женщин. Городское население составляло 11 766 человек, сельское — 65 237 человек. Плотность населения составляла 36,35 человек на 1 км2.

### Национальный состав
В начале XVII века большая часть армян области, примерно соответствующей территории района, была депортирована вглубь Ирана, и в регион стали заселяться курды.
По данным «Свода статистических данных о населении Закавказского края, извлеченных из посемейных списков 1886 года», на территории Авраянского, Айрумского, Асрикского, Котурлинского, Фарахканлинского и Чирахлинского сельских обществ Джеванширского уезда Елизаветпольской губернии, соответствующих территории современного Кельбаджарского района, в целом проживало 6446 курдов и 919 азербайджанцев (в источнике — «татар»), все — шиитского вероисповедания.
По переписи 1926 года, курды составляли 99,8 %, а азербайджанцы (указаны как «тюрки») — всего 0,5 % населения Кельбаджарского округа Курдистанского уезда, при этом для большинства населения родным языком был азербайджанский (указан как «тюркский»). По сообщению А. С. Букшпана, проводившего этнографические исследования в Кельбаджарском районе в 1931 году, результаты переписи 1926 года не отражали действительности, а количество курдов было сильно преувеличено ради оправдания решения о создании курдской автономии (на момент экспедиции Букшпана уже упразднённой), в то время как в реальности курды представляли «нацменьшинство среди основного тюркского населения». По результатам исследования Букшпана по состоянию на 1931 год в Кельбаджарском районе существовало шесть курдских селений общим населением в 2 065 человек: Агджакенд, Зайлик, Оруджлу, Союх-Булах, Халанлы и Шуртан.
В 1933 году азербайджанцы (по тогдашней терминологии — «тюрки») составляли 100 % из всего населения Башлыбельского, Асрикского, Кильсалинского, Отакларского, Камышлинского, Кылычлинского сельсоветов, более 99 % Сеидларского, Сыных-килисалинского, Зарского, Зульфугарлинского сельсоветов, а также более 90 % Кельбаджарского и Кештакского сельсоветов. Также азербайджанцы составляли 50,6 % Чирахского сельсовета, 44,4 % же составляли курды. Только в Агджакентском сельсовете курды составляли большинство — 90,9 %.
Согласно переписи 1939 года, 89,5 % населения района составляли азербайджанцы.
Во второй половине XX века большинство населения также составляли азербайджанцы, причём 12 сёл района (Бавашлар, Ганны-кенд, Джемилли, Эльясалылар, Лёв, Теке-гаясы, Суздук, Багырсаг, Демирчидамы, Чаплы, Яншах, Сейидлер) были населены субэтнической группой азербайджанцев — айрумами. Также к айрумским относились сёла Маралдамы, Такядереси, Гуней-дамы, Кешишкенд. Проживание айрумов в Кельбаджарском районе упоминалось и в советское время, причём появление ряда айрумских сёл отмечается с начала XIX и XX веков (в частности выходцами из Демирчидама были основаны сёла Агдабан и Чайговушан, а выходцами из Бабашлара — село Бозлу).
| Год переписи       | 1939            | 1959             | 1970             | 1979             |
| ------------------ | --------------- | ---------------- | ---------------- | ---------------- |
| азербайджанцы      | 18 730 (89,5 %) | ↗22 246 (98,3 %) | ↗33 263 (99,3 %) | ↗40 329 (99,5 %) |
| армяне             | 77 (0,4 %)      | ↗84 (0,4 %)      | ↘44 (0,1 %)      | ↗49 (0,1 %)      |
| курды              | 1 727 (8,3 %)   | ↘0               | ↗2 (0,1 %)       | ↗4 (0,1 %)       |
| русские и украинцы | 299 (1,4 %)     | ↘213 (0,9 %)     | ↘92 (0,1 %)      | ↘46 (0,1 %)      |
| другие             | 98 (0,4 %)      | 92 (0,4 %)       | 86 (0,2 %)       | 88 (0,2 %)       |
| всего              | 20 931          | 22 635           | 33 487           | 40 516           |

В результате событий апреля 1993 года неармянское население района (около 53 тыс. человек) было вынуждено покинуть его. Оставленные ими населённые пункты были лишь частично заселены армянами. Согласно переписи населения, проведённой самопровозглашённой Нагорно-Карабахской Республикой, в 2005 году численность населения Шаумяновского района (это название было присвоено Кельбаджарскому району властями НКР, которые осуществляли контроль над районом в период 1993—2020 гг.) составляла 2560 человек, в том числе 2546 армян (99,5 %), 2 русских и 12 жителей других национальностей. Население районного центра (его власти НКР именовали «Карвачар») составляло 491 человек (все армяне).

## Административно-территориальное деление
На 1980 год в районе имелся один город (г. Кельбаджар), один посёлок городского типа (пгт. Истису) и 122 села. После административной реформы 1992 года и упразднения Агдеринского (Мардакертского) района бывшей НКАО 23 села последнего были включены в состав Кельбаджарского района.
В 2023 году Агдеринский район был восстановлен и все переданные в 1992 году в состав Кельбаджарского района сёла были ему возвращены.

## Экономика
С 1991 года по 2021 год район входил в состав Кельбаджар-Лачинского экономического района. С 7 июля 2021 года входит в состав Восточно-Зангезурского экономического района.

### Период Азербайджанской ССР
В период Азербайджанской ССР экономика Кельбаджарского района состояла из овцеводства, в меньшей степени — из полеводства, садоводства, пчеловодства, лесопромыслов и использования минеральных источников. На район приходилось 49 тысяч гектар пригодных к сельскому хозяйству земель, 35 тысяч из которых составляли пастбища. На большей части посевных земель выращивались кормовые культуры, реже — зерновые и овощные. С 1976 года райцентре действовал завод по розливу минеральных вод «Истису».
В 1951 году было открыто, а с 1976 года начало эксплуатироваться Зодское золоторудное месторождение.
В 1960 году в посёлке Истису был сдан в эксплуатацию бальнеологический курорт, ставший впоследствии курортом всесоюзного значения.
В начале XXI века, в период нахождения района под контролем армянских сил здесь было развёрнуто строительство малых ГЭС. В результате некоторые реки обмелели.

### Современный период
На 2022 год в районе действовало 4 строительные компании.
26 июня 2022 года начато строительство завода минеральных вод «Истису». 2 сентября 2024 года заново построенный завод открыт. Минеральная вода разливается из месторождения термальных вод на высоте 1 600 м над уровнем моря. Вода с месторождения выходит на поверхность с температурой выше 60 °C. Мощность завода составляет 100 млн стеклянных бутылок в год. Из минералов в воде содержится бикарбонат, сульфат натрия, кальций, магний.
В 2021 году, после возвращения района под контроль Азербайджана, в Кельбаджарский район на летнее время было перенесено около шести тысяч пчелиных ульев. За летние месяцы, по данным Министерства сельского хозяйства, было сцежено 45—50 килограммов мёда.
На летние пастбища, на территории, свободные от мин, был перегнан в ограниченном количестве крупный и мелкий рогатый скот.
| Год            | 2021 | 2022 |
| -------------- | ---- | ---- |
| Зерно          | 179  | 90   |
| Из них пшеница | 37   | 21   |

|                | 2021 | 2022 |
| -------------- | ---- | ---- |
| Зерно          | 930  | 314  |
| Из них пшеница | 133  | 73   |

| Год        | 2021   | 2022   |
| ---------- | ------ | ------ |
| Количество | 28 701 | 39 352 |

## Энергетика
Создан каскад ГЭС «Кяльбаджар» суммарной мощностью 40 мегаватт.
В августе 2021 года сдана в эксплуатацию 110/35/10-киловольтная электрическая подстанция «Кельбаджар». Из Дашкесанского района проведена линия электропередач. Также в 2021 году полностью реконструирована ГЭС «Кельбаджар-1» на реке Левчай.
2 сентября 2024 года введена в строй малая гидроэлектростанция «Зар» мощностью 4,3 МВт. Электроэнергия станцией вырабатывается из реки Зарчай.
Также 2 сентября 2024 года на реке Тертер введена в строй гидроэлектростанция «Юхары Венг» мощностью 22,5 МВт. ГЭС входит в каскад ГЭС «Кяльбаджар». ГЭС способна производить до 66 млн киловатт-часов зеленой энергии.
Кельбаджарский район обладает потенциалом возобновляемой энергии мощностью 180 мегаватт.
- 110/35/10-киловольтная электроподстанция «Кельбаджар»
- ГЭС «Кельбаджар-1» на реке Левчай

## Транспорт
До 1930-х годов Кельбаджарский район оставался одним из самых труднодоступных регионов Азербайджана. В советскую эпоху сюда была проложена 180-километровая автогужевая дорога от железнодорожной станции Евлах через Мардакертский район. С юга район сообщался горной дорогой с Азизбековским, а с запада — с Варденисским районом Армении.
На дороге Лачин — Кельбаджар к 1960 году был открыт Кельбаджарско-Лачинский автомобильный тоннель, соединяющий 35 сёл района с райцентром и на момент постройки являвшийся самым длинным автомобильным тоннелем в Азербайджане.
После установления в 1993 году армянского контроля над районом связь с Арменией осуществлялась по единственной магистрали — окружной дороге, проходящей через Ханкенди и Лачин. В 2012 году было объявлено о планах прокладки автомобильной дороги Варденис — Мардакерт, предусматривавшей благоустройство участка, проходящего по территории Кельбаджарского района. Таким образом, время пути из Мардакерта в Ереван сокращалось с 8—9 часов до 5—6 часов. В 2014 году правительство Армении выделило Всеармянскому фонду «Айастан» 1 млрд 600 млн драмов (около 3,9 млн долларов) для проведения капитального ремонта дорожного участка Варденис — Сотк — Кельбаджар. В 2015 году строительные компании перешли к асфальтированию дороги. Строительство дороги из Вардениса в Мардакерт обошлось инвесторам в общей сложности в 17 миллиардов драмов.
Практически одновременно с началом боевых действий 27 сентября 2020 года дорога в Армению была закрыта для передвижения, за исключением военной техники. 16 октября, ввиду обстрелов дороги, осуществляемых азербайджанской армией, она была закрыта полностью. После возвращения Кельбаджарского района под контроль Азербайджана по итогам заявления о прекращении боевых действий и эвакуации армянских поселенцев дорога перестала функционировать.
В 2020—2022 годах по участку дороги, пролегающему через армянонаселённый на тот момент Мардакертский район, входящий в зону временной дислокации российского миротворческого корпуса, в сопровождении миротворцев регулярно проходили азербайджанские автоколонны, перевозившие в Кельбаджарский район в основном строительные материалы. В декабре 2022 года местные армяне заблокировали движение азербайджанцев по этой дороге в ответ на организованную азербайджанцами блокаду Нагорного Карабаха; движение было восстановлено только после того, как армянское население покинуло Мардакертский район в сентябре 2023 года.
В начале 2021 года государственное агентство «Автомобильные дороги Азербайджана» объявило о проектировании дороги в Кельбаджарский район из Гёйгёльского района через Муровдагский хребет. По причине сложности горного рельефа было решено проложить сквозь горную гряду тоннель протяжённостью 10—12 километров. Общая длина дороги, протягивающейся от села Тоганалы Гёйгёльского района до посёлка Истису Кельбаджарского района, — 80,7 километров. Строительство началось в марте 2021 года и ведётся совместно с турецкой инженерно-консалтинговой компанией «Proyapı». Предполагается, что дорога будет сдана в эксплуатацию в 2026 году. Одновременно строится дорога длиной 72,3 километров из Кельбаджара в южном направлении, до города Лачин; окончание работ здесь намечено на 2025 год.

## Восстановление после войны
К концу ноября 2021 года были установлены водозаборные устройства в месте слияния рек Зивель и Карахач. В результате была обеспечена подача воды в город Кельбаджар.
26 июня 2022 года начато строительство завода минеральных вод.
Начато восстановление лечебно-рекреационного комплекса «Истису».

## Здравоохранение

### Период Азербайджанской ССР
На 1980 год в районе действовало 7 больниц на 300 коек, 25 фельдшерско-акушерских пунктов и одна санитарно-эпидемиологическая станция, в которых работало 49 врачей и 205 работников среднего медицинского персонала.

### Современный период
По состоянию на 2022 год в районе было 10 больниц на 605 коек, 32 поликлиники, 45 врачей, 124 средних медицинских работника.

## Образование

### Период Азербайджанской ССР
В 1924 году была открыта первая школа. В 1981 году в районе действовало 2 дошкольных учебных заведения, 8 начальных, 43 неполных средних, 26 средних общеобразовательных школ и 1 семилетняя музыкальная школа.

### Современный период
На 2022 год в районе числится 109 школ, 6 дошкольных учреждений.

## Инфраструктура
В 1981 году в районе действовало 9 домов культуры, 27 сельских клубов, 55 библиотек, 17 киноустановок. С 1934 года издавалась районная газета, с 1965 года вещала местная радиостанция.

## Главы
Первые секретари районного комитета партии:
- Муслим Муртузаев
- Сафар Вердиев[азерб.] (?—1962)
- Аббас Алиев (1965)
- Гашам Хасиев (1965—?)
- Муслим Муртузаев (1970—1974)
- Мамед Нагиев[азерб.] (1974—?)
- Керим Ибрагимов
- Ингилаб Надиров[азерб.] (1976—1988)
- Захид Исмаилов
- Сахиб Акперов[азерб.] (1991)

С 1991:
- Сахиб Акберов[азерб.] (1991 — 27 мая 1992)[94]
- Ильхам Гасанов (27 мая 1992 — 4 апреля 1993)[94][95]
- Азер Годжаев (с 13 мая 2020)[96][97]

## Достопримечательности
На территории района около 750 памятников армянской культуры, свидетельствующих об армянской природе коренного населения региона, в том числе монастыри, церкви, часовни, крепости, мосты, кладбища, курганы, хачкары, надписи, петроглифы.
В неполный список достопримечательностей района входят:
- Зарская пещера — место обитания человека каменного века;
- Кельбаджарские наскальные рисунки близ Карагёля (бронзовый век, III тыс. до н. э.)[3];
- Минеральные источники Истису;
- Базальтовые скалы[99];
- Дадиванк (IX—XIII вв.) — армянский монастырь.